# Martin Atlas
Martin Atlas (geboren am 23. Februar 1878 in Tasádfö, Komitat Bihar, Ungarn; gestorben nach 1926) war ein österreichisch-ungarischer Schriftsteller. In den Jahren vor dem Ersten Weltkrieg veröffentlichte er die Zukunftsromane Die Befreiung und Titan.

## Leben
Atlas war der Sohn eines Dorfregalienpächters. Nach dem Besuch der Volksschule, des Gymnasiums und der Handelsschule in Grosswardein absolvierte er die „Königlich Ungarische Orientalische Handelsakademie“ in Budapest. 1898 wurde er Beamter des Ungarischen Handelsmuseums in Konstantinopel, von wo er in den folgenden sieben Jahren Reisen in verschiedene Gebiete des Osmanischen Reiches machte. Ab 1905 hielt er sich während der Wintermonate als Vertreter des Handelsmuseums in Kairo auf und unternahm während der Sommermonate Reisen in Ungarn, Deutschland und Frankreich. 1927 wohnte er in Budapest; spätere Lebensdaten sind nicht bekannt.

## Die Befreiung
Das Handlungsgeschehen des Zukunftsromans Die Befreiung setzt ein auf einer neu aufgetauchten Insel im Atlantik, auf welcher „Penon“, eine utopische Nation, entstanden ist. Dort soll der Ich-Erzähler des Romans das Nachrichtenwesen einrichten. Auf dieser Insel haben sich die besten Wissenschaftler und Techniker der Welt zusammengefunden, die sich mit Hilfe einer Plansprache namens „Fimol“ verständigen. Alsbald werden dort bahnbrechende Entdeckungen gemacht, und durch das „Mial“, eine „Form der allgemeinen Fernwirkung“, wird ein technisches Schlaraffenland realisiert. Man plant Gewaltiges:

„Fort mit dem Jammertal, fort mit den Klagen und Tränen, fort mit Not und Leid, wir wollen den Becher des Lebens voll ausleeren, er soll schäumen, er soll glühen der himmlische Nektar, und gleich den olympischen Göttern wollen wir lange, jung und glücklich leben!“

Die Armee des deutschen Kaisers, der sich dieser Menschheitsbeglückung widersetzen will, wird per Fernwirkung entwaffnet:

„Die Soldaten, die Offiziere, die Generale sahen sich mit Entsetzen an. Sie sahen sich entwaffnet, ohne sich verteidigen zu können, ohne zu wissen, wie das alles kam und wie es sich zugetragen hatte. Diese verwegene unsichtbare Macht hatte niemanden geschont, selbst die allerheiligste Person des obersten Kriegsherrn nicht, der sich ebenso wie sein glänzendes Gefolge ohne Säbel und Waffen sah und am ganzen Körper schaudernd den Platz sofort schnell verließ, um dem Volke den Anblick eines entwaffneten Herrschers nicht länger zu bieten.“

Durch das Mial werden nicht nur optische und akustische Signale übertragen, sondern auch Gegenstände werden von einer Zentrale, wo deren Eigenschaften gespeichert sind, „entsendet“ und am Zielort materialisiert. Die so erzeugten Kleider und Wohnungseinrichtungen etc. sind zwar nur „Eindrücke“, unterscheiden sich von echten Gegenständen aber nur durch ihre Transformierbarkeit. Das Resultat ist eine Utopie totaler Reproduzierbarkeit:

„Um nur einiges zu erwähnen, haben sämtliche Kunstwerke, Bilder, Statuen, architektonische Merkwürdigkeiten, alle Museen, Bibliotheken und Sammlungen mialische Aufnahme gefunden, die stofflich ebenso wie als Tiat beliebig hervorgerufen werden können. Desgleichen alle interessanteren Szenen, natürlichen Vorgänge, Aufführungen und wichtigeren Begebenheiten, so daß Sie z. B. die Aussicht auf den Golf von Neapel mit dem rauchenden Vesuv und all dem bunten Leben, wie es sich dort in dem Augenblick abspielt, in Ihrem Zimmer räumlich-bildlich, aber auch handgreiflich wirklich ebenso vor sich haben können, wie wenn Sie es aus einem Hotelzimmer in Neapel oder auf der Villa Nazionale herumschlendernd betrachten resp. vor sich haben würden.“

Diese mialische Reproduktion lässt selbstverständlich auch eine unbegrenzte Vervielfältigung zu, wodurch Fabriken überflüssig werden. Da alle Grundbedürfnisse des Menschen befriedigt sind, werden Staaten überflüssig und verschwinden schließlich. Und es kann nicht nur reproduziert, sondern auch modifiziert werden, also Eigenschaften verändert und Zeitabläufe beschleunigt oder verlangsamt werden. Die implizierte technische Macht hat ausschließlich positive Wirkung und dient nur dazu, die von Arbeit und Plage befreiten Menschheit in einen Zustand umfassenden Wohlbehagens zu versetzen.
Die von dem österreichischen Science-Fiction-Spezialisten Franz Rottensteiner vorgenommene Charakterisierung des Romans als „debile Utopie“ nennt Nessun Saprà, Verfasser des Lexikons der deutschen Science Fiction & Fantasy 1870–1918, „hart, aber nicht ungerecht“. Die Zeitgenossen sahen das freundlicher. So schrieb der Nobelpreisträger Wilhelm Ostwald an Atlas: „Ich freue mich sehr, in Ihnen einen Energetiker begrüßen zu können, der die wesentlichen Seiten dieser Lehre richtig und fruchtbringend aufgefaßt hat, und auch Ihre Kulturideale sind mir weitgehend sympathisch; auch finde ich in ihnen viel Eigenes und Originales.“

## Titan
Der Protagonist Paul Hardt ist ein einsamer Erfinder, dem es gelungen ist, in einem „Heliodit“ genannten Apparat „die Energie der Sonne aufzufangen, in Elektrizität umzuwandeln und diese beliebig aufzubewahren“. Die damit verbundene Macht will die deutsche Regierung sich aneignen. Hardt wehrt sich dagegen und will lieber selbst Weltherrscher werden. Außerdem hat Hardt eine Flugmaschine namens „Parahel“ erfunden, deren Propeller mit in elektrischen Akkumulatoren gespeicherter Sonnenenergie angetrieben werden.
Aus dem Versuch, Hardts Erfindungen zu stehlen, entwickelt sich eine konventionelle Handlung im Stil des Kriminal- bzw. Agentenromans. Schließlich gelingt es den Regierungen, die Massen gegen Hardt aufzuhetzen und sich in den Besitz seiner Erfindung zu bringen. Hardt muss fliehen und baut in der Sahara eine geheime Parahel-Fabrik auf, rüstet sich mit einer neuen Waffe, einer „elektrischen Kanone“, flieht weiter nach Amerika und zerstört am Schluss in aussichtsloser Lage die Heliodit-Fabrik, steigt mit seinem Flugapparat der Sonne entgegen in höchste Höhen und stürzt sich von dort in die Tiefe.
Der Wiener Literaturwissenschaftler Roland Innerhofer bemerkt, dass in der Figur des Paul Hardt sich der Anspruch des Ingenieurs und Erfinders als Klasse auf Mitwirkung und gesellschaftlichen Aufstieg anmelde. Dazu gehören die Beziehungen Hardts zu Frauen, bei denen Hardt Stufe um Stufe erklimmt, beginnend mit einer ehemaligen Studentin aus bescheidenen Verhältnissen, über eine „Klavierkünstlerin“ bis hin zur Gräfin aus einflussreichsten Kreisen, mit der zusammen er am Ende nach dem Muster des Ikarus in die Tiefe stürzt. Diese Liebesbeziehungen finden gern in symbolisch aufgeladenen Flugerlebnissen ihren Höhepunkt. Das liest sich dann so:

„Und sie vergaßen die Welt, ihre Stürme und Kämpfe, ihre Freuden und Leiden. Die Fesseln, mit denen sie jeden Erdenmenschen an sich hält, schienen von ihnen abgestreift zu sein, die tausend Fäden, durch welche sie ihre Kinder wie Marionetten hin und her zieht, schienen für sie nicht mehr zu bestehen, und wie sie von jeder irdischen Schwere frei, wähnten sie auch geistig und körperlich frei zu sein, nicht mehr zur Erde zu gehören. Sie hielten einander umschlungen, und ihre Lippen vereinigten sich zu einem leidenschaftlichen, nichtendenwollenden Kusse. In ihren Augen loderte die Flamme der Liebe hell auf, und ein Feuerstrom, mächtig und urgewaltig, floß von Körper zu Körper und riß die beiden mit sich in sein glühendes Urelement. 
Und das Parahel sauste wie ein von Götterhänden geschleuderter Pfeil durch die Luft und zog einen gewaltig tobenden, alles mit sich reißenden Sturm nach sich. 
Dröhnend und stöhnend tönte das Luftmeer ihm nach, ein Brausen und Sausen begleitete es, und die Wolken, die es in seinem unaufhaltsamen Flug durchbrach, blieben wie zerrissene Fetzen hinter ihm. Und während die höchst gesteigerte wilde Hast der Maschine einen Aufruhr in der ganzen Natur entfesselte, lagen drinnen die beiden in enger Umarmung und vergaßen alles, die Welt, das Parahel, alle Höhen und Gefahren, denen sie ausgesetzt waren und glaubten, Teilnehmer himmlischer Wonne zu sein. 
Hardt erwachte zuerst aus diesem Liebesrausch, entwand sich fast gewaltsam der Umarmung, ergriff das Steuer und murmelte bedenklich vor sich hin: 
„Es hätte wenig gefehlt, und wir lägen zerschmettert am Boden.““

Dass im Roman wie im Zitat mehr als einmal ein titanischer Sturz von den Höhen nietzscheanischen Übermenschentums in die Tiefen des Kitsches erfolgt, wird auch von Rottensteiner und Innerhofer vermerkt. Saprà nennt den Roman „sich symbolisch gerierend[…], meist aber nur pathetisch.“

## Bibliografie
- Die Befreiung: Ein Zukunftsroman. 2 Bde. Ferdinand Dümmlers Verlagsbuchhandlung, Berlin 1910 (2. Aufl. 1915 ebd.), DNB 579113035.
- Titan: Ein literarischer Luftschiffer- und Zukunftsroman. Theodor Gerstenberg, Leipzig 1913, DNB 579113043 (mindestens drei Auflagen).